# Нурский сельсовет
Нурский сельсовет — муниципальное образование в Белорецком районе Башкортостана России.

## История
Согласно Закону о границах, статусе и административных центрах муниципальных образований в Республике Башкортостан имеет статус сельского поселения. До 1971 года назывался Журавлинским сельсоветом.

## Население
| 2002 | 2009 | 2010 | 2012 | 2013 | 2014 | 2015 |
| ---- | ---- | ---- | ---- | ---- | ---- | ---- |
| 349  | ↗411 | ↘310 | ↘298 | ↗300 | ↗320 | ↗327 |
| 2016 | 2017 |      |      |      |      |      |
| ↗342 | →342 |      |      |      |      |      |

## Состав сельского поселения
| № | Населённый пункт | Тип населённого пункта       | Население |
| - | ---------------- | ---------------------------- | --------- |
| 1 | Отнурок          | село, административный центр | ↘239      |
| 2 | Шушпа            | деревня                      | ↘43       |
| 3 | Катайка          | деревня                      | ↘23       |
| 4 | Отнурок          | деревня                      | ↗5        |